# Roberto Cinardi
Roberto Cinardi, noto anche con lo pseudonimo di Saku (Roma, 24 maggio 1981), è un regista, autore televisivo e sceneggiatore italiano.

## Biografia

### Gli esordi
Ha esordito nel 2007 con la regia del video musicale Fashion Kills Romance dei Dufresne, realizzato a basso costo riesce ad ottenere un'ottima rotazione su MTV e altre tv musicali.

### La carriera
Da allora ha firmato la regia di decine di videoclip e si trova a collaborare con artisti di chiara fama come: Verdena, Lacuna Coil, Piero Pelù, Litfiba, Linea 77, Nina Zilli, Nek, La Fame di Camilla, Le Mani, Velvet, The Niro, Pino Scotto, Caparezza, Boosta, Casino Royale, Emma, Nathalie, Alessandra Amoroso, Giusy Ferreri, Dolcenera, Salmo e Tiziano Ferro.
Ha diretto anche video di band e artisti internazionali come i dEUS e gli East 17.
Nel 2009 ha vinto, nella sezione dedicata ai premi alla produzione indipendente del Premio Videoclip Italiano, il premio migliore regia con il video musicale God and Ants di Caesar Palace e quello di miglior montaggio per Spellbound dei Lacuna Coil.
Ha vinto anche al PIVI il premio per la tecnica digitale con il video musicale The Gamer dei Phinx e un riconoscimento speciale per il videoclip del brano La nuova musica italiana dei Linea 77.
Ha diretto poi il video dei Vanilla Sky, Just Dance, uscito il 28 maggio 2010, cover del brano omonimo di Lady Gaga, con il quale ha vinto, nuovamente nella sezione dedicata ai premi alla produzione indipendente del Premio Videoclip Italiano 2010, quello di migliore regia.
Nel 2011 il video musicale di Scegli me dei Verdena è stato nominato vincitore al PIVI per la miglior regia.
Negli anni successivi si dedica molto agli spot pubblicitari, firmando campagne internazionali per Reebok, Visa, Michelin e altri. 
Nel 2012 gira il video musicale di Salmo - Demons to Diamonds che accompagna il cortometraggio Christian con Gabriele Mainetti, da cui verrà tratta l'omonima serie TV.
Nel 2015 il suo spot The Rarest Ones, una campagna di sensibilizzazione verso le malattie rare realizzata con Dompé e Saatchi & Saatchi, vince il premio Cannes Young Director Award.
Nel 2022 esce quindi su SKY Atlantic la serie tratta dal suo corto, Christian, con Edoardo Pesce, Silvia D'amico e Claudio Santamaria da lui ideata e di cui dirige tre episodi.

## Video musicali

### 2008
- Caesar Palace - 1ne[6], God and Ants
- Casino Royale - Cosmic Sound (feat. Mikey Dread)
- Dufresne - Fashion Kills Romance, Alibi Party
- Kiave - Diggin'
- Linea 77 - La nuova musica italiana
- Piero Pelù - Viaggio
- Son Pascal - Song of Solitude
- The Niro - So Different
- Yumiko - Lividi[7]

### 2009
- Chris Ayer - Opening
- Ghemon & The Love 4tet - Tu o lei
- Lacuna Coil - Spellbound
- Le Mani - Strade
- Leo Pari - Non parlerò d'amore
- Linea 77 - The Sharp Sound of Blades
- Ministri - E poi si spegne tutto[8]
- Phinx - The Gamer[8]
- Roby Rossini - Ridere e volare
- Syncoop - Born Then Reborn
- Velvet - Confusion Is Best[8] (feat. Beatrice Antolini)

### 2010
- Alessandra Amoroso - Urlo e non mi senti / Grito y no me escuchas[9]
- Blind Fool Love - Saranno giorni
- Chiara Canzian - E ti sento
- Dufresne - Keep This Party Going
- Emma - Un sogno a costo zero, Sembra strano, Con le nuvole
- Hopes Die Last - Some Like It Cold
- Huga Flame - Biancaneve
- L'Aura - Come spieghi[9]
- La Fame di Camilla - Buio e luce
- Lacuna Coil - I Won't Tell You
- Litfiba - Sole nero
- Max Gazzè - A cuore scalzo
- Ministri - Gli alberi
- Nathalie - In punta di piedi
- Nek - E da qui / Eres asì
- Nina Zilli - Bacio d'a(d)dio
- Pino Scotto - Gli arbitri ti picchiano (feat. Caparezza)
- Tommy Vee - Bang Bang[10] (feat. Mr.V)
- Velvet - Normale[10][11]
- Vanilla Sky - Just Dance[10][11], On Fire / Vivere diversi

### 2011
- Alessandra Amoroso - Dove sono i colori[9], È vero che vuoi restare / Este amor lo vale[9]
- Caponord - Un film sul panico
- dEUS - Keep You Close
- Dolcenera - L'amore è un gioco
- East 17 - Secret of My Life
- Erica Mou - Nella vasca da bagno del tempo
- Giusy Ferreri - Piccoli dettagli
- Kimagure - In America
- Marco Mengoni - Tanto il resto cambia
- Nathalie - Vivo sospesa
- Nek - Vulnerabile / Vulnerable[9], È con te
- Parisse - That's the Way It Goes
- The Cyborgs - Cyborgs Boogie
- Verdena - Scegli me (Un mondo che tu non vuoi)

### 2012
- Autoreverse - Polvere
- Caponord - Fra un'ora
- Celeste Gaia - Hai ragione tu
- Emis Killa - Cashwoman, Parole di ghiaccio, L'erba cattiva, Il king
- Ensi - Oro e argento (feat. Samuel)
- Lacuna Coil - End of Time
- Mr. T-bone & The Young Lions - I Keep Saying No[10]
- Pacifico - L'unica cosa che resta (feat. Malika Ayane)
- Poliça - Amongster
- Salmo - Demons to Diamonds
- Tiziano Ferro - Per dirti ciao!

### 2013
- Club Dogo - Sangue blu (feat. J-Ax)
- Emis Killa - Wow, Scordarmi chi ero
- Son Pascal - Zhanym sol
- Mooro - m66r6
- Stylophonic - Costa poco (feat. Samuel)
- Velvet - La razionalità

### 2014
- Tommy Vee - Life Goes On (feat. Danny Losito e Kareem Shabazz)
- Vanilla Sky - Another Lie / Другая страсть (feat. Maxim Golopolosov)

### 2016
- Salmo - Il messia (feat. Victor Kwality)

### 2019
- Dufresne - Fuga nell'incubo
- Lacuna Coil - Layers of Time, Reckless

## Cortometraggi
- Christian (2012)
- Yonder (2016)
- Into the woods (2017)

## Serie TV
- Christian (2022)